# Cloreto de ródio(III)
Cloreto de ródio (III) é o composto químico inorgânico de fórmula RhCl3, normalmente encontrado na forma triidratada, molecular, RhCl3·3H2O. O sólido polimérico RhCl3 possui a estrutura do AlCl3